# Fujiwara no Teika
Fujiwara no Teika (em japonês:  藤原定家), também conhecido por Fujiwara no Sadaie ou Sada-ie, (1162 – 26 de setembro, 1241) foi um poeta, crítico, calígrafo, novelista, antologista, escriba, e estudioso japonês do fim da era Heian e início do período Kamakura. Sua influência foi enorme e ele é considerado ainda hoje entre os maiores.